# Giuseppe Barbero
Giuseppe Barbero (Dronero, 20 aprile 1927) è un economista e sociologo italiano, specializzato nel settore agrario.
Professore emerito dell'Università di Roma "La Sapienza", è stato commissario e presidente dell'Istituto nazionale di economia agraria (INEA) dal gennaio del 1976 al febbraio del 1991.
Ha lavorato tra gli altri per la FAO, soprattutto in America Latina, ed è tra i fondatori della European Review of Agricultural Economics e della European Association of Agricultural Economists (EAAE).
Considerato come uno degli economisti agrari italiani più visibili e influenti, i suoi interessi di ricerca riguardano principalmente lo sviluppo economico dell'agricoltura (economia dell'irrigazione, riforma agraria, produttività), la costruzione della Comunità Europea, i conflitti nel commercio internazionale, gli effetti della globalizzazione sull'agricoltura europea, le questioni di sviluppo rurale e l'uso del suolo. Nella sua lunga carriera di esperto nel campo della politica agricola, ha partecipato attivamente al dibattito internazionale, soprattutto per quanto riguarda le riforme strutturali che avrebbero dato impulso alla trasformazione socio-economica dell'Europa rurale dopo la seconda guerra mondiale. Ha contribuito a sottolineare le connessioni tra economia agricola, pianificazione territoriale, scienze sociali e storia. 

## Biografia
Dal 1938 al 1944 frequenta il Ginnasio-liceo Silvio Pellico di Cuneo.
Giovanissimo (1944-1945), prende parte alla Resistenza in una delle formazioni di Giustizia e Libertà, fondate da Duccio Galimberti.
Dopo la smobilitazione delle formazioni partigiane riprende e termina gli studi liceali, per iscriversi poi alla facoltà di Scienze Agrarie di Torino, dove è allievo di Giuseppe Medici.
Dopo la laurea in Scienze agrarie si specializza in economia agraria presso l'Università della California, a Berkeley (1950-1952). Qui incontra per la prima volta Manlio Rossi-Doria.
Rientrato in Italia nel 1952, inizia a collaborare con l'Osservatorio di economia Agraria per la Campania, diretto da Manlio Rossi-Doria. Qui ha inizio la sua formazione meridionalista: collabora ai lavori per la redazione dei piani di trasformazione agraria di due consorzi di bonifica (in Calabria e Basilicata) e svolge, per la Cassa per il Mezzogiorno, una ricerca sullo sviluppo irriguo della Piana del Destra Sele (Salerno).
Tra il 1954 e il 1956 è incaricato dalla FAO e dall'INEA di svolgere una grande inchiesta sulla riforma agraria italiana, in quel momento in pieno svolgimento.
Nel 1957 inizia la collaborazione vera e propria con l'INEA, e in particolare con Giuseppe Orlando. Le sue prime ricerche vertono sulle trasformazioni dell'agricoltura italiana, sull'andamento dei redditi e della produttività, sul consumo di concimi chimici, sulla modernizzazione e diversificazione economica di una area rurale tradizionale (Oristano). Negli anni sessanta iniziano anche le sue prime collaborazioni istituzionali, in particolare con il Ministero del Mezzogiorno e con la Commissione per la programmazione economica della Regione Sardegna.
Tra il 1959 e il 1963 Barbero svolge diversi studi per conto della FAO in Venezuela, Colombia, Bolivia e Cile. Fa parte di questo periodo anche la sua partecipazione al gruppo di lavoro incaricato di preparare un programma di corsi di formazione per tecnici esperti di riforma agraria promosso dalla Interamerican Development Bank.
Nel 1964 si dimette dalla FAO e si trasferisce a Venezia, presso l'Ente nazionale Tre Venezie, con il compito di organizzare un centro di ricerca economico-sociale per l'agricoltura veneta. Sono di quel periodo le sue ricerche sulla programmazione regionale, sulla struttura e sul peso economico dell'agricoltura veneta, sulla riorganizzazione spaziale degli impianti di lavorazione e distribuzione del latte. Barbero pone anche le basi per l'organizzazione di una rete di consulenza alla gestione delle aziende agricole mediante registrazioni contabili.
Nel periodo veneziano comincia anche la sua esperienza universitaria. Prima nella Facoltà di Architettura dell'Università IUAV di Venezia, dove tiene un corso di economia del territorio (1964-1966), e poi all'Università di Siena, dove ha l'incarico di Economia e politica agraria (1966-1968). Nel 1968 viene chiamato sulla stessa cattedra come professore ordinario.
Negli anni settanta i suoi lavori si indirizzano alla politica agricola comunitaria. Partecipa attivamente alla fondazione della European Review of Agricultural Economics e a quella della European Association of Agricultural Economists (EAAE), formalizzata presso la Facoltà di Agraria di Uppsala, Svezia, nell'estate del 1975. In quella circostanza Barbero viene eletto presidente dell'Associazione.
L'anno dopo Barbero torna all'INEA, prima come commissario straordinario (1976-81) e poi come presidente (1982-91). Nel 1977 inizia anche la sua lunga carriera come professore ordinario di Sociologia economica presso l'Università di Roma "La Sapienza".
Sotto la sua guida, gli studi e le inchieste realizzate dai ricercatori dell'INEA, e da Barbero stesso, assumono un ruolo importante nello sviluppo delle politiche agrarie, regionali nazionale e comunitaria: i Rapporti al Parlamento sull'applicazione delle direttive comunitarie, le indagini per il Parlamento sui costi di produzione, l'indagine sullo stato dell'irrigazione collettiva, i progetti sui servizi di sviluppo agricolo, il progetto SCENARI, che sta per “Futuri scenari per l'agricoltura italiana”, la partecipazione al progetto europeo “Trasformazioni agrarie in Europa: strutture agrarie e pluriattività”.
Un'antologia dei principali studi condotti da Barbero negli ultimi 50 anni è stata pubblicata online nel 2015 dalla rivista Agriregionieuropa, con sede presso il Dipartimento di Scienze Economiche e Sociali dell'Università Politecnica delle Marche.

## Pubblicazioni principali
- Riforma agraria italiana: risultati e prospettive, Feltrinelli, Milano, 1960
- Realizaciones y problemas de la reforma agraria en Bolivia, El Trimestre Economico, vol. XXVIII, Messico, ottobre-dicembre, 1961
- Tendenze nell'evoluzione della strutture delle aziende agricole italiane, INEA, Roma, 1967
- Agriculture's Contribution To Economic Development: The Italian Experience, in Weitz R. (Editor), Rural Development in a Changing World, MIT Press, Cambridge, 1971
- Agricultural Mechanization and Employment in Southern Italy, in International Labour Review, N. 5., November, 1972, pp. 455–487
- Produttività e progresso tecnico nell'agricoltura italiana, in Rivista di Economia Agraria, Anno XXIX, n.1, 1974, pp. 55–95
- Agricultural Development and Regional Economic Integration, International Conference of Agricultural Economists, Nairobi, Kenya, 1976. Published in Dams T., Hunt, K. (editors), Decision making and Agriculture, Oxford Agricultural Economics Institute, 1977
- Quante sono le aziende agricole italiane?, in Rivista di Economia Agraria, n. 2, 1982
- Gli alimenti, in Gallino L. e Castronovo V., (a cura di), La società contemporanea, vol. I, UTET, Torino, 1987, ISBN 88-02-04078-8
- Il mercato del lavoro agricolo negli anni Ottanta: struttura e aspetti emergenti (con Marotta G.), Istituto nazionale di economia agraria, Roma, Il Mulino, Bologna, 1987, ISBN 88-15-01457-8
- Farming, Landscape, Culture: Fruition Forms and Tourism, in Nocifora E. (a cura di), Turismo mediterraneo, SEAM, Roma, 1993, ISBN 88-86088-13-2
- Public Policy for the Promotion of Family Farms in Italy: The Experience of the Fund for the Formation of Peasant Property (con Shearer E.B., The World Bank, Washington, 1994, ISBN 0821330268
- Alcune interpretazioni della crisi del welfare state, in Bartocci E. (a cura di), Le incerte prospettive dello stato sociale, Donzelli, Roma, 1996, ISBN 88-7989-311-4
- The Likely Effects of Globalization on the Future of European Agriculture, in Ferro O. (editor), What future for the CAP?, Wissenschaftsverlag, Kiel, 1997
- La Costituzione del 1948 e la politica agraria italiana negli anni Cinquanta e Sessanta, in QA Rivista dell'Associazione Rossi-Doria, n. 1, 2010, pp. 37–64
- Non tutto è da buttare via. Territorio, riforme, politica, con Simone Misiani (curatore) e Ronald Dore (Postfazione), Associazione Alessandro Bartola, Ancona, 2015, ISBN 9788894062908